# パコダテ人
『パコダテ人』は、2002年4月27日公開の日本映画。2002年2月9日北海道先行上映。札幌テレビ放送（STV）が初めて製作した映画。

## 概要
当作品は、北海道函館市が主催する函館港イルミナシオン映画祭（1999年第4回）のシナリオ部門の準グランプリに選ばれたシナリオ『ぱこだての人』（今井雅子著）を元に制作された作品であり、監督は前田哲、ヒロイン役は宮崎あおいが抜擢されている。作品は2001年10月に完成し、11月には函館市において試写会が行われ、2002年の4月に一般公開されている。

作品は、函館市を舞台にくりひろげられる、「しっぽ人間」を題材とした、ファンタジー・ラブストーリーであり、制作にあたっては、札幌テレビ放送、函館のラジオ局であるFMいるかをはじめ、多数の函館市民の参加協力があったとされている。

## ストーリー
北海道の函館を舞台に、ある日突然シッポが生えてきた女子高生をめぐり巻き起こる騒動を描いたコメディ。

## キャスト
- 日野ひかる - 宮崎あおい
- 隼人 - 勝地涼
- 古田はるお - 大泉洋（TEAM NACS）
- 早川登（函館スクープ 記者） - 萩原聖人
- 日野ちづる（ひかるの母） - 松田美由紀
- 日野まもる（ひかるの父） - 徳井優
- 日野みちる（ひかるの姉） - 松田一沙
- 千穂（ひかるの同級生） - 野村恵里
- 文子（幼稚園の先生） - 粟田麗
- 古田まゆ（古田はるおの娘） - 前原星良
- 函館スクープ 編集局長 - 木下ほうか
- 長尾社長 - 安田顕（TEAM NACS）
- 橋本（古田はるおの同僚） - 大森南朋
- 華絵（古田はるおの同僚） - 馬渕英里何
- 星野博士 - 捧敏夫
- レストラン店長 - 山野久治
- 調査団長 - 田中要次
- 広子（はまなす学園） - 黒岩茉由
- 保奈美（はまなす学園） - 澤村奈都美
- 函館スクープ 社員 - 深海理絵
- 函館スクープ 社員 - 森崎博之（TEAM NACS）
- 函館スクープ 社員 - 戸次重幸（当時は佐藤重幸）（TEAM NACS）
- 函館スクープ 社員 - 音尾琢真（TEAM NACS）
- 函館スクープ 社員 - 金子政
- 函館スクープ 社員 - 宮川宏司
- 函館スクープ 社員 - 大蔵省
- 函館スクープ 社員 - 坂井正子
- 清く正しく美しい函館を守る会 - 高木孔美子
- 清く正しく美しい函館を守る会 - ラビットリング
- 清く正しく美しい函館を守る会 - 上村恵
- 札幌駅前中継アナウンサー - 木村洋二
- 札幌テレビ放送（STV）のアナウンサーや記者などが実名や違う役名で登場する。

## スタッフ
- 監督 - 前田哲
- 脚本 - 今井雅子
- 製作 - 松下順一、岡俊太郎、三木和史、笹原嘉弘、宮内純二
- プロデューサー - 三木和史
- 企画 - 加藤東司、新谷弘、廣田泰悠、山田宏
- 撮影 - 浜田毅
- 編集 - 奥田浩史
- 衣装 - 小川久美子
- 音楽 - 山本姫子
- アシスタントプロデューサー - 橋内敬二,石田和義
- 助監督 - 竹内正樹

- 主題歌・挿入歌 - Whiteberry「炭酸水」「正直者」「それだけなんだけど」（アルバム『カメレオン』収録、「正直者」の作曲はアニメ「ポケットモンスター」シリーズ専属作家のたなかひろかず）